# Plantagen-Generationen
Als Plantagen-Generationen werden in der Geschichtsschreibung der Vereinigten Staaten diejenigen Generationen afrikanischstämmiger Sklaven bezeichnet, die in den USA bzw. in den Kolonien, aus denen das Staatsgebiet der USA hervorging, mit der Entstehung der Plantagenökonomie in Erscheinung traten. Geprägt hat diesen Begriff der Historiker Ira Berlin (1941–2018).

## Charakteristik
Von den vorausgegangenen Charter-Generationen unterscheiden die Plantagen-Generationen sich erstens hinsichtlich ihrer Herkunft. Während die Charter-Generationen sich aus Atlantischen Kreolen zusammensetzte, rekrutierten die Plantagen-Generationen sich aus Männern, Frauen und Kindern, die direkt aus Afrika geraubt wurden und nach Amerika über die sog. Mittelpassage gelangten.
Die Bedingungen, unter denen diese Sklaven auf den Plantagen gehalten wurden, hatten zweitens einschneidende Konsequenzen für ihr wirtschaftliches, soziales und kulturelles Leben. So besaßen sie nur selten Eigentum oder trieben auf eigene Rechnung Handel, etwa mit selbst erwirtschafteten landwirtschaftlichen oder handwerklichen Produkten. Mit dem Eintritt in die Sklaverei waren sie meist aus allen bestehenden familiären Zusammenhängen herausgerissen worden; nur wenige Mitglieder dieser Generationen besaßen Blutsverwandte oder waren verheiratet. Über die weiße Gesellschaft wussten sie wenig und wollten damit auch nichts zu tun haben; infolgedessen bekannten sie sich weder zum Christentum noch riefen sie in Streitfällen die Gerichte der Weißen an. Die religiösen Gebräuche, die sie aus ihrer afrikanischen Heimat mitbrachten, wurden von den weißen Klerikern als Götzenanbetung, Teufelsverehrung und als Zeichen mangelnder Zivilisiertheit empfunden und abgewertet.
Drittens lebten diese Generationen abgeschieden von der kosmopolitischen atlantischen Welt, die für die Charter-Generationen noch alltäglich gegenwärtig gewesen war, meist auf großen, tief im Binnenland gelegenen Anwesen, wo sie isoliert waren.
Die Sklaven der Plantagen-Generationen sprachen auch nicht mehr Kreolisch, sondern afrikanische Sprachen, wahrscheinlich besonders verschiedene Igbo-Dialekte. Sklaven-Lieferungen bestanden, wenn sie auf den amerikanischen Märkten eintrafen, meist aus ethnisch stark uneinheitlichen Personengruppen, deren einzelne Mitglieder sich zunächst kaum als Landsleute empfanden. Etwa die Hälfte der Sklaven, die 1683–1721 mit der Royal African Company nach Virginia kamen, stammten aus Senegambia. In den 1720er und 1730er Jahren verschob sich das Verhältnis zugunsten von Calabars aus dem nigerianischen Hinterland, die in Virginia nun ca. 40 % der Neuankömmlinge ausmachten. In den folgenden Jahrzehnten verlagerte der Schwerpunkt sich weiter nach Süden; ein großer Teil der Sklaven – freilich immer noch nicht die Mehrheit – kam dann aus Angola. Die meisten der direkt aus Afrika importierten Sklaven kamen aus dem Binnenland und waren Bauern bzw. stammten aus überwiegend bäuerlichen Dorfgemeinschaften.
Die Sklavenhalter arbeiteten mit ihren Sklaven kaum mehr Seite an Seite, wie dies bei den Charter-Generationen noch alltäglich gewesen war. Infolgedessen kam es zwischen beiden Seiten auch kaum noch zu informeller Kommunikation. An deren Stelle rückten Angst und Geringschätzung.
Ein weiterer Unterschied zu den Charter-Generationen bestand darin, dass die Sklavenhalter den Sklaven der Plantagen-Generationen entweder Namen verliehen, die deren Unmaßgeblichkeit widerspiegeln sollten – in den britischen Kolonien waren Namen wie Jack oder Sukey üblich, in den spanischen Namen wie Pedro oder Francisca, in den französischen Namen wie Jean oder Marie –, oder im Gegenteil exzentrische oder prätentiöse Namen, durch die ihre Träger lächerlich erschienen. Die Sklaven dieser Generation trugen selten Über- bzw. Familiennamen.

## Hintergrund
Dieser Wandel des Sklavenlebens hatte mehrere Ursachen. Die wichtigste davon war jedoch die Entstehung der Plantagenökonomie und die damit verbundene Reorganisation der Arbeitsprozesse. In deren Folge veränderte sich grundlegend nicht nur  die Arbeitsweise, sondern auch das Sozial- und Kulturleben der Sklaven. Die Plantagenbesitzer, denen sich auf dem Exportmarkt extrem hohe Gewinnmöglichkeiten boten, sodass ihr Bedarf an billigen Arbeitskräften unersättlich wurde, waren die Hauptverantwortlichen dafür, dass die bis dahin bestehende „Gesellschaft mit Sklaven“ sich in eine „Sklavengesellschaft“ (Ira Berlin) verwandelte. Wie Ira Berlin beschrieben hat, wurden im Prozess dieser Transformation auch die Begriffe „Schwarze“ und „Weiße“ neu definiert und ins Zentrum von Rassenideologien gestellt, deren Gedankengut als White-Supremacy-Ideologie in den Vereinigten Staaten bis heute weit verbreitet ist.

## Zeitlicher Ablauf
Die Ablösung der Charter-Generationen durch die Plantagen-Generationen erfolgte in den verschiedenen Regionen des späteren Staatsgebiets der USA zu ganz unterschiedlichen Zeitpunkten. Am frühesten, nämlich im späten 17. Jahrhundert, erfolgte sie in der Chesapeake-Region (Tabak). Von dort aus breitete sich die Plantagenökonomie und mit ihr die Plantagengenerationen in ungleichmäßigen Schüben, die insgesamt anderthalb Jahrhundert in Anspruch nahmen, über das nordamerikanische Festland aus. Im frühen 18. Jahrhundert erreichte der Wandel das Tiefland von South Carolina und Georgia (Reis) und schließlich auch das Mississippi-Tal (Zuckerrohr, Baumwolle). Am längsten hielten sich die Charter-Generationen in Florida.
Nach dem Amerikanischen Unabhängigkeitskrieg und der Unabhängigkeitserklärung der Vereinigten Staaten (1776) folgten den Plantagen-Generationen die Revolutions-Generationen, deren Lebensbedingungen sich von denen der Plantagen-Generationen nicht grundlegend, jedoch in einigen charakteristischen Details unterschieden.